# Digiácomo Dias
Digiácomo Dias, mais conhecido como "Digi", é um desportista radical brasileiro, tetra campeão mundial de sandboard.
O atleta conquistou os títulos em 2001, 2003, 2005 e 2012. Ele também é tetracampeão sul-americano (2000, 2002, 2003 e 2004).
Apesar de treinar em todas as modalidades, Digi especializou-se no Big Air. O atleta brasileiro também entrou para a história do esporte ao ser o primeiro atleta no mundo a executar o Double Front Flip (mortal duplo pra frente), em 1999. Também foi o primeiro brasileiro a realizá-la na neve, no snowboard.
Atualmente, o atleta é expedicionário de desertos em busca das melhores e maiores dunas do planeta. Já explorou dunas do Chile, Peru, Argentina, Brasil, Dubai, Vietnã, Egito, Alemanha e Estados Unidos.

## Principais Títulos

### Sandboard
2001 - Campeão Mundial;
2003 - Bicampeão Mundial;
2005 - Tricampeão Mundial;
2012 - Tetracampeão Mundial;
2005 - Campeão do Desafio internacional de Huacachina - Ica-Perú;
2007 - Vice-campeão Mundial de Slope Style - Hirschau-ALE;
2008 - Campeão do Desafio internacional "Cerro Marcha", Nasca-Perú;
2012 - Tetracampeão Mundial;
2013 - Campeão Baja Sandboard 2013 - México - (Etapa do mundial de sandboard)
2015 - Campeão Rush 2015 - Egito - (etapa do mundial de sandboard)
Tricampeão catarinense;
Tetracampeão Sul-Americano;

### Snowboard
2001 - Campeão Troféu Brasil Novos talentos - Bariloche, Argentina;
2001 - Campeão de Big Air nos jogos urbanos - São Paulo-SP;
2005 - Campeão Brasileiro "Big Air" - Campos do Jordão-SP;
2005 - Décimo Colocado no mundial de Big Air (TTR);